# National Basketball League 2010-2011
La National League Basketball 2010-2011 è stata la 33ª edizione della National Basketball League, la massima lega di basket australiana.

## Squadre partecipanti
- Adelaide 36ers
- Cairns Taipans
- Gold Coast Blaze
- Illawarra Hawks
- Melbourne United
- N.Z. Breakers
- Perth Wildcats
- Sydney Kings
- Townsv. Crocodiles

## Regular Season

### Classifica
|    | Squadra            | G  | V  | P  | PF    | PS    |
| -- | ------------------ | -- | -- | -- | ----- | ----- |
| 1. | N.Z. Breakers      | 28 | 22 | 6  | 2.463 | 2.367 |
| 2. | Townsv. Crocodiles | 28 | 17 | 11 | 2.225 | 2.163 |
| 3. | Cairns Taipans     | 28 | 16 | 12 | 2.186 | 2.107 |
| 4. | Perth Wildcats     | 28 | 16 | 12 | 2.380 | 2.192 |
| 5. | Illawarra Hawks    | 28 | 15 | 13 | 2.272 | 2.209 |
| 6. | Gold Coast Blaze   | 28 | 13 | 15 | 2.396 | 2.440 |
| 7. | Melbourne United   | 28 | 10 | 18 | 2.209 | 2.357 |
| 8. | Adelaide 36ers     | 28 | 9  | 19 | 2.212 | 2.362 |
| 9. | Sydney Kings       | 28 | 8  | 20 | 2.171 | 2.317 |

## Playoffs

### New Zealand - Perth

#### Gara 1
| Auckland 7 aprile 2011 | N.Z. Breakers | 78 – 101 | Perth Wildcats | North Shore Events Centre (4.000 spett.) |

#### Gara 2
| Perth 10 aprile 2011 | Perth Wildcats | 89 – 93 | N.Z. Breakers | Challenge Stadium (4.400 spett.) |

#### Gara 3
| Auckland 13 aprile 2011 | N.Z. Breakers | 99 – 83 | Perth Wildcats | North Shore Events Centre (4.148 spett.) |

### Townsville - Cairns

#### Gara 1
| Townsville 8 aprile 2011 | Townsv. Crocodiles | 76 – 73 | Cairns Taipans | Townsville Entertainment Centre (4.234 spett.) |

#### Gara 2
| Cairns 9 aprile 2011 | Cairns Taipans | 74 – 57 | Townsv. Crocodiles | Cairns Convention Centre (5.345 spett.) |

#### Gara 3
| Townsville 17 aprile 2011 | Townsv. Crocodiles | 83 – 93 | Cairns Taipans | Townsville Entertainment Centre (5.151 spett.) |

### Finale

#### Gara 1
| Auckland 20 aprile 2011 | N.Z. Breakers | 85 – 67 | Cairns Taipans | North Shore Events Centre (4.400 spett.) |

#### Gara 2
| Cairns 24 aprile 2011 | Cairns Taipans | 85 – 81 | N.Z. Breakers | Cairns Convention Centre (5.200 spett.) |

#### Gara 3
| Auckland 29 aprile 2011 | N.Z. Breakers | 71 – 53 | Cairns Taipans | North Shore Events Centre (4.400 spett.) |

## Vincitore
| Campioni NBL 2010-2011           |
| -------------------------------- |
| New Zealand Breakers (1º titolo) |

## Statistiche
| Categoria               | Giocatore       | Squadra               | Stat  |
| ----------------------- | --------------- | --------------------- | ----- |
| Punti per gara          | Kirk Penney     | New Zealand Breakers  | 20,1  |
| Rimbalzi per gara       | Julian Khazzouh | Sydney Kings          | 10,0  |
| Assist per gara         | Corey Williams  | Townsville Crocodiles | 6,1   |
| Palle rubate per gara   | Damian Martin   | Perth Wildcats        | 2,3   |
| Stoppate per gara       | Adam Ballinger  | Adelaide 36ers        | 1,9   |
| Percentuale dal campo   | Mika Vukona     | New Zealand Breakers  | 60,7% |
| Percentuale da 3        | Russell Hinder  | Townsville Crocodiles | 44,8% |
| Percentuale tiri liberi | Daryl Corletto  | Melbourne Tigers      | 96,4% |

## Premi
- NBL Most Valuable Player: Gary Ervin, Wollongong Hawks
- NBL Defensive Player of the Year: Damian Martin, Perth Wildcats
- NBL Most Improved Player of the Year: Oscar Forman, Wollongong Hawks
- NBL 6th Man of the Year: Kevin Braswell, New Zealand Breakers
- NBL Rookie of the Year: Ben Madgen, Sydney Kings
- NBL Finals MVP: Thomas Abercrombie, New Zealand Breakers
- NBL Coach of the Year: Trevor Gleeson, Townsville Crocodiles

- All-NBL First Team
  - Gary Ervin, Wollongong Hawks
  - Damian Martin, Perth Wildcats
  - Gary Wilkinson, New Zealand Breakers
  - Kirk Penney, New Zealand Breakers
  - Julian Khazzouh, Sydney Kings

- All-NBL Second Team
  - Corey Williams, Townsville Crocodiles
  - Glen Saville, Wollongong Hawks
  - Ira Clark, Gold Coast Blaze
  - Adam Gibson, Gold Coast Blaze
  - Luke Schenscher, Townsville Crocodiles

- All-NBL Third Team
  - Ayinde Ubaka, Cairns Taipans
  - Peter Crawford, Townsville Crocodiles
  - Shawn Redhage, Perth Wildcats
  - Alex Loughton, Cairns Taipans
  - Adam Ballinger, Adelaide 36ers